# Giusto I di Gerusalemme
Giusto I, ovvero Giuda (I secolo – II secolo) è stato il terzo vescovo di Gerusalemme secondo la tradizione.

## Biografia
Di lui non si sa quasi nulla, ma compare nella terza posizione di tutte le liste episcopali di Gerusalemme, succedendo a Giacomo il Giusto e Simeone di Cleopa, a partire dalla cronotassi di Eusebio di Cesarea. Successe a Simeone, crocifisso nel 107/108, o tra il 115 e il 117. C'è consenso sul fatto che avesse un legame di parentela con i suoi predecessori.
Secondo la cronistoria dei Padri Benedettini, servì la comunità gerosolomitana per tre anni, convertendo numerosi ebrei al cristianesimo, e morì nel 110 sotto il consolato di Prisciano e Orfito.

### Rapporti con i Nazareni
Fu il probabile leader della comunità nazarena della città, perlomeno di coloro che sopravvissero alle repressioni di massa dei romani dopo la rivolta ebraica del 66 - 74 e dei suoi sconvolgimenti. Eusebio di Cesarea specifica che fu circonciso, e il movimento nazareno si considerava un movimento ebraico, anche se durante l'ultima parte del I secolo la spaccatura tra la comunità nazoreana e quella ebraica si era allargata.

## Identità e relazioni familiari

### Giuda il Giusto
Viene chiamato Justus ("giusto" in latino) nella maggior parte delle fonti. Spesso troviamo l'epiteto — o nome — Giusto (il Giusto) tra i membri della famiglia di Gesù, il quale egli stesso è chiamato il Giusto (e non Gesù) da Stefano nel suo discorso così come è riportato negli Atti degli Apostoli (v. 37), o da Claudia Procula, moglie di Pilato al momento del processo. Il suo nome potrebbe quindi essere Giuda, ma è meglio conosciuto con il suo soprannome "il Giusto", che diventa quasi un titolo. Il suo successore Zaccheo I è anche chiamato "il Giusto", poiché questo è il significato della parola aramaica Zakkaï.
È designato con il nome di Giuda in Epifanio di Salamina che cita l'elenco delle Costituzioni Apostoliche (VII, 46, 1). In queste ultime, è riportato che Giuda (Giusto) era il figlio di Giacomo il Giusto, uno dei fratelli di Gesù (Costituzioni Apostoliche VII, 46, 2) citato due righe prima, cioè: Giacomo, fratello di Cristo secondo la carne, come indicato nelle Costituzioni Apostoliche VIII, 35, 1. Simon Claude Mimouni ritiene possibile che Giusto sia il figlio di Giacomo il Giusto, il “fratello” di Gesù. In questo caso avrebbe avuto accesso all'episcopato in età avanzata, perché sarebbe nato prima del 61-62, data dell'esecuzione del supposto padre, il che spiegherebbe la scarsa durata del suo ministero. Potrebbe essere stato altresì il fratello dei precedenti due vescovi.

### Giusto Barsabba
In una cronotassi il personaggio soprannominato Justus (il 3º della lista) è soprannominato Barsabas, Barsabba. Un'omelia georgiana conservata in un manoscritto unico (Iviron 11) si presenta come un trattato di Barsabba, vescovo di Gerusalemme. Nessun vescovo con questo nome è attestato nei classici elenchi, ed è certamente uno pseudonimo relativo a "Giuseppe Barsabba, soprannominato Giusto", lo sfortunato candidato alla successione del traditore Giuda (a favore di Mattia) in Atti 1, 23. L'editore propone di accostare questo pseudepigrafo al Giusto vescovo di Gerusalemme, quarto (e non terzo come nell'elenco di Eusebio) successore di Giacomo. È l'autore di una lettera conservata in armeno che interpreta il battesimo allo stesso modo dell'omelia georgiana. Lo stesso nome, "Giusto di Gerusalemme, Patriarca", riappare nel VI secolo. in un'altra lettera armena, questa volta di un autore accertato, Grégoire Arzrouni. Anche Eusebio di Cesarea conosce una tradizione, senza dubbio tratta da Papia, che fornisce almeno un dettaglio apocrifo su questo quasi-apostolo (una storia di guarigione miracolosa). Il Trattato di Barsabba, alla base di altre tradizioni sul Giusto come 4º successore di Giacomo, sarebbe dipeso da uno scritto in realtà risalente al Giusto Barsabba del I secolo, al fine di legittimare dopo Calcedonia una successione episcopale a Gerusalemme opposta a Giovenale e ai patriarchi dell'epoca.